# François Vachon de Belmont
Pour les articles homonymes, voir Vachon.
François Vachon de Belmont (3 avril 1645-22 mai 1732) est un sulpicien canadien qui fut le deuxième supérieur du séminaire de Montréal (Canada). 

## Biographie

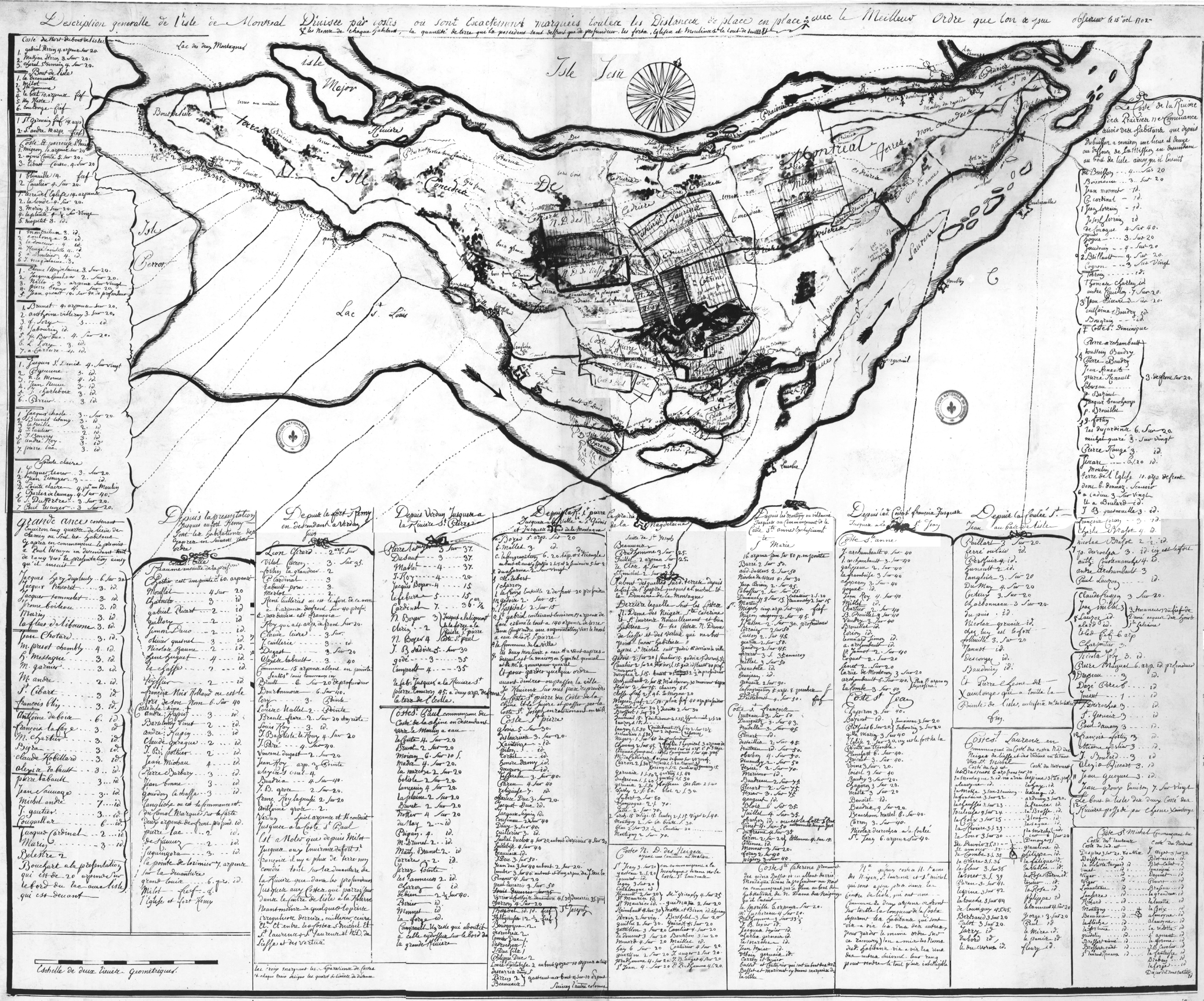
Plan de Montréal dessiné par François Vachon de Belmont en 1702. On peut distinguer quelques côtes telle St-Michel au centre-droit.

Natif de Grenoble (France), il était diacre lorsqu'il arriva en juin 1680. Il fut ordonné à Montréal le 14 septembre 1681, et devint le premier instituteur des amérindiens de la Montagne. 
En 1684, il fit construire le fort, en pierre, dont une des courtines était attenante à une enceinte en pieux, qui renfermait une chapelle et une maison des Sœurs de la Congrégation. L'enceinte avait été faite par M. Galinier, pour la sûreté des néophytes. 
Nommé supérieur des missions en 1701, il gouverna pendant plus de trente ans, avec un zèle et une sagesse qui le fit estimer de tout le monde. 
Il mourut à Montréal le 22 mai 1732, à 87 ans. 
Il a écrit les Éloges de quelques personnes mortes en odeur de sainteté, à Montréal, Canada.